# Sergej Firsanov
Sergej Nikolajevitj Firsanov (russisk: Сергей Николаевич Фирсанов ; født 3. juli 1982 i Velikije Luki) er en tidligere russisk  professionel cykelrytter. I 2009 vandt han Norges største etapeløb, Ringerike Grand Prix.